# Belakovskiïta
La belakovskiïta és un mineral de la classe dels sulfats. Rep el nom en honor de Dimitrii Ilyich Belakovskii (Дмитрий Ильич Белаковский) (4 de setembre de 1957), mineralogista i conservador del Museu Mineralògic Fersman, a Moscou, Rússia.

## Característiques
La belakovskiïta és un sulfat de fórmula química Na₇(UO₂)(SO₄)₄(SO₃OH)(H₂O)₃. És el segon hidrosulfat uranil després de la meisserita. Va ser aprovada com a espècie vàlida per l'Associació Mineralògica Internacional l'any 2013, i la primera publicació data d'un any després, el 2014. Cristal·litza en el sistema triclínic. Acostuma a trobar-se en forma de cristalls aciculars de color verd groguenc, de fins a 2 mm de llarg, i generalment no tenen més que unes poques μm de diàmetre. La seva duresa a l'escala de Mohs és 2.

## Formació i jaciments
Va ser descoberta a la mina Blue Lizard, situada al Red Canyon, dins el comtat de San Juan, a l'estat d'Utah, Estats Units, on sol trobar-se associada a altres minerals: metavoltina, meisserita, kröhnkita, ferrinatrita i blödita. Es tracta de l'únic indret de tot el planeta on ha estat descrita aquesta espècie mineral.